# Alpen
Alpen é um município da Alemanha localizado no distrito de Wesel, região administrativa de Düsseldorf, estado da Renânia do Norte-Vestfália.
|  |